# McDonnell Douglas A-12 Avenger II
Pour les articles homonymes, voir Avenger.

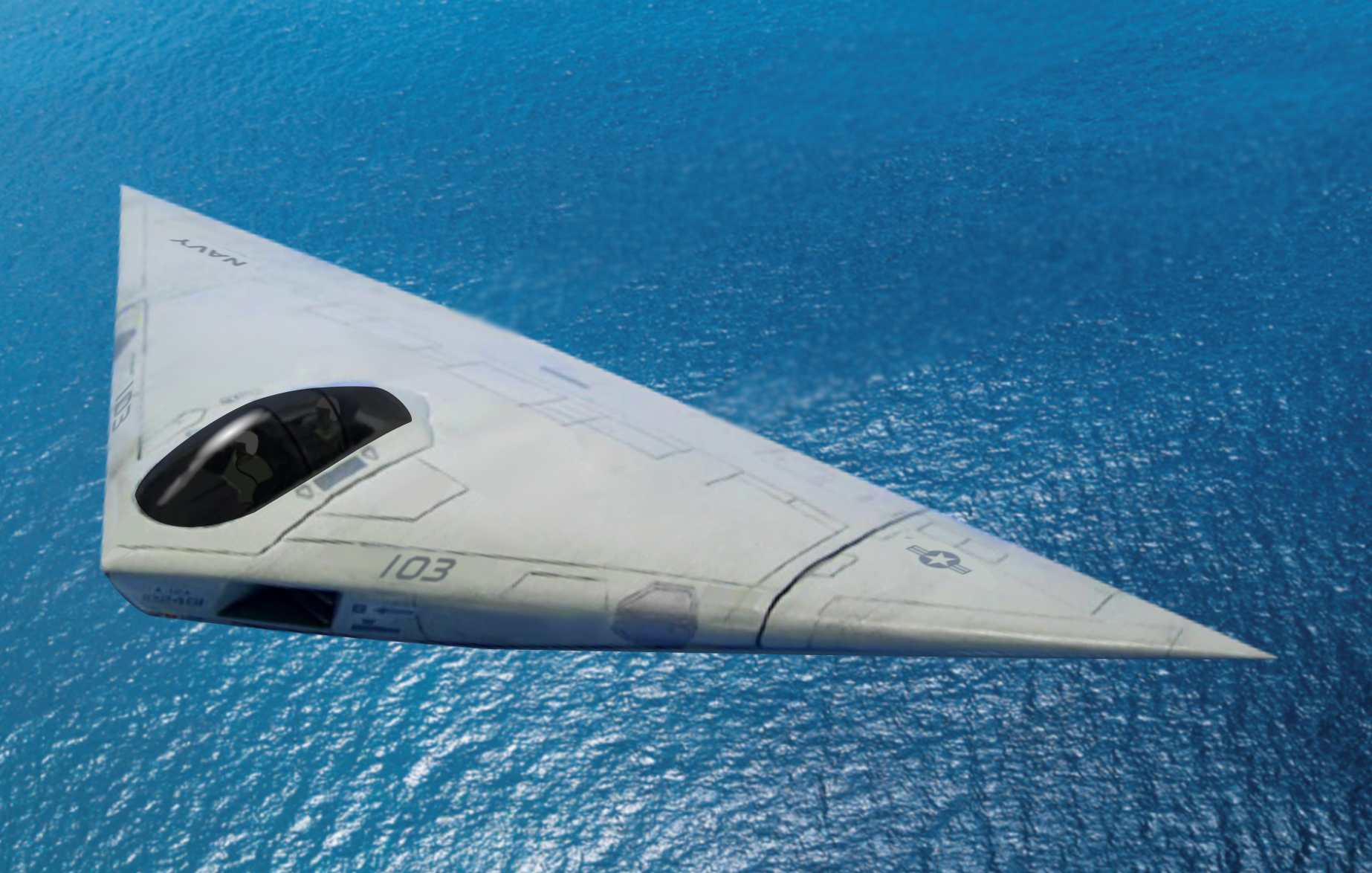
A-12 Avenger II

Le McDonnell Douglas A-12 Avenger II était un projet développé aux États-Unis par McDonnell Douglas et General Dynamics pour construire un avion embarqué d'attaque tout-temps pour remplacer l'A-6 Intruder au sein de l'United States Navy (600 appareils prévus) et l'United States Marine Corps (238 appareils) ainsi que les General Dynamics F-111 Aardvark de l'United States Air Force (400 appareils) dès le milieu des années 1990 en tant qu’appareils d’attaque à long rayon d’action.

## Conception et développement

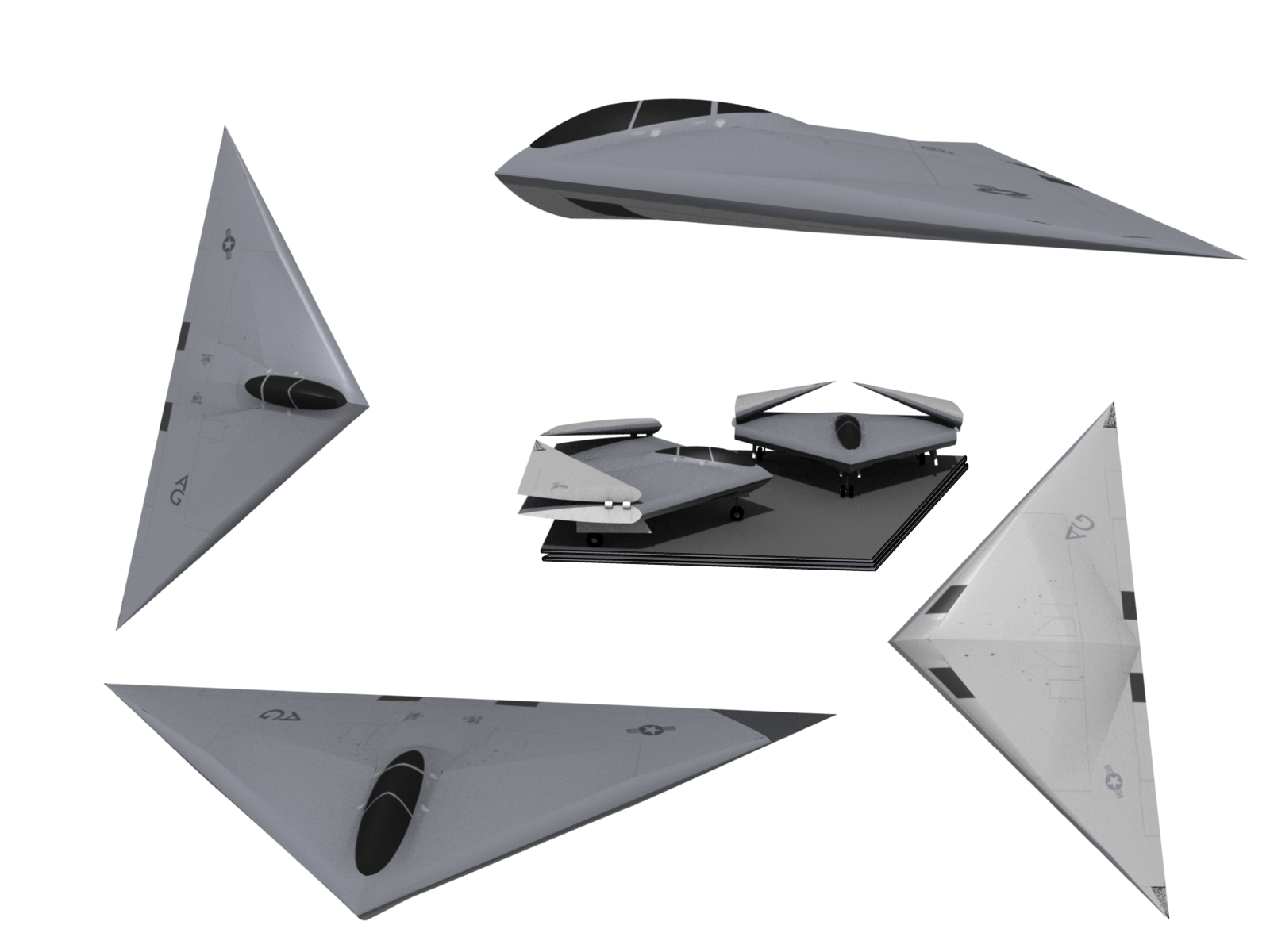
Diverses vues de l'avion.

Les exigences initiales de l'A-12 étaient un avion avec un rayon de combat de 1 700 miles marins (3 150 km), une charge utile interne de 6 000 livres (2 720 kg) et une signature radar aussi faible qu'un B-2.
Les différents dessins et maquettes de l'avion révélèrent une aile volante furtive ayant la forme d'un triangle isocèle avec un cockpit situé près de la pointe. L'avion était conçu pour recevoir 2 turboréacteurs General Electric F412-GE-D5F2 sans post-combustion de 58 kN de poussée unitaire. Il devait être équipé de 2 missiles AIM-120 AMRAAM, 2 AGM-88 HARM anti-radar et un complément de bombes guidées et non-guidées dans sa soute interne mais n'avait pas de canon. L'A-12 a reçu le surnom de Flying Dorito.
L'avion a souffert de nombreux problèmes durant son développement, particulièrement avec les matériaux, et les changements des exigences — qui ont tous eu un impact négatif sur la capacité de frappe — ont réduit le rayon de combat non ravitaillé de l'A-12 à 1 000 miles marins (1 850 km) et finalement à 785 miles marins (1 450 km).
Quand le coût projeté pour chaque avion atteignit 165 millions de dollars américain au lieu des 100 millions prévus, le projet fut annulé par le secrétaire à la Défense de l'époque Dick Cheney le 6 janvier  1991.
La Marine décida alors d'acheter le F/A-18E/F Super Hornet qui a maintenant remplacé l'A-7, l'A-6 et le F-14.

### Suite juridique
Boeing et General Dynamics ont entamé une longue procédure juridique concernant la rupture de ce contrat d'une valeur de 4 milliards de dollars. Au lieu d'obtenir gain de cause, les deux industriels ont été condamnés le 2 juin 2009 par la cour d'appel de Washington DC à verser la somme de 2,8 milliards de dollars au gouvernement fédéral des États-Unis. Les industriels ont décidé de faire appel à la Cour suprême des États-Unis en novembre 2009 et la Cour a accepté de prendre en charge cette affaire en septembre 2010. En janvier 2014, l'affaire a été réglée avec Boeing et General Dynamics acceptant de verser 200 millions de dollars chacun à la marine américaine.

## Utilisateurs
Prévu pour équiper l'United States Navy, l'United States Air Force et l'United States Marine Corps.

### Aéronefs comparables
- Boeing F/A-18E/F Super Hornet
- Lockheed F-117 Nighthawk
- Lockheed Martin F-22 Raptor
- Lockheed Martin F-35 Lightning II